# Gongyi

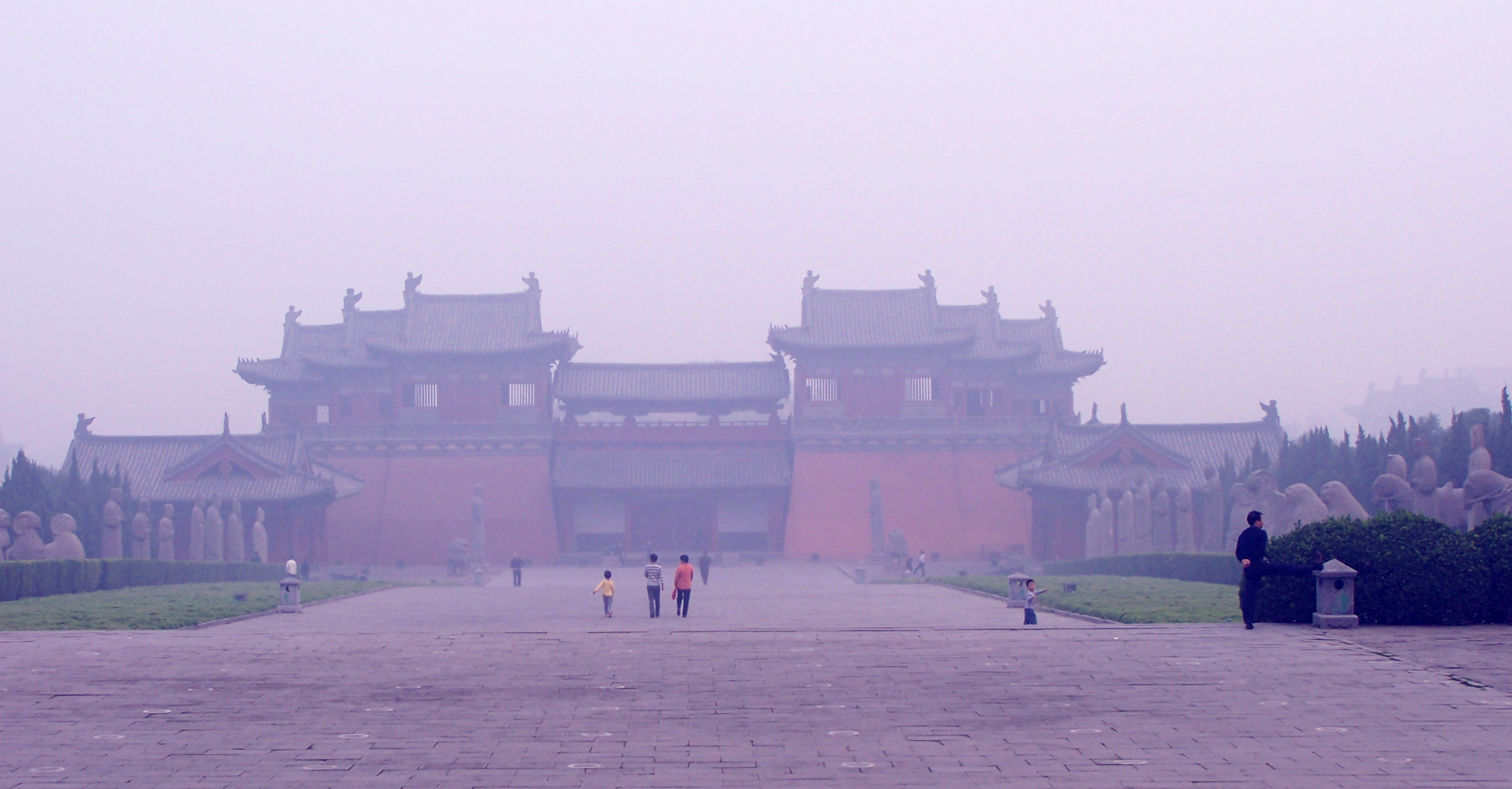
Les tombes impériales de la dynastie Song

Gongyi (巩义 ; pinyin : Gǒngyì) est une ville de la province du Henan en Chine. C'est une ville-district placée sous la juridiction administrative de la ville-préfecture de Zhengzhou.

## Démographie
La population du district était de 783 711 habitants en 1999.

## Histoire
La ville fut autrefois nommée Zhenxun (斟鄩) pendant la dynastie Xia et servit de capitale à partir du roi Tai Kang jusqu'au roi Xiang, mais Jie Gui ramena la capitale à Zhenxun. Puis la dynastie Xia s'effondra.

## Culture
Gongyi abrite des grottes bouddhiques et les tombeaux de sept des neuf empereurs Song du Nord, dont ne subsistent aujourd'hui que des vestiges, les mieux conservés étant les 700 statues de pierre bordant les avenues qui y mènent.